# Samoanische Faustballnationalmannschaft der Männer
Die samoanische Faustballnationalmannschaft der Männer ist die von den samoanischen Nationaltrainern getroffene Auswahl samoanischer Faustballspieler. Sie repräsentieren ihr Land auf internationaler Ebene bei Veranstaltungen der International Fistball Association.

## Internationale Wettbewerbe
2018 nahm Samoa zum ersten Mal an einem internationalen Wettbewerb teil. Für die Faustball-Asien-Pazifikmeisterschaften 2018 reiste das Nationalteam ins australische Melbourne. Die Mannschaft verlor alle fünf Spiele und wurde vierter von vier teilnehmenden Mannschaften.

## Aktueller Kader
Kader für die Faustball-Asien-Pazifikmeisterschaften 2018 in Australien:
| Name           | Debüt | LS |
| -------------- | ----- | -- |
| Uriah Esau     | 2018  | 0  |
| Roma Tovia     | 2018  | 0  |
| Mason Peteru   | 2018  | 0  |
| Khallan Levi   | 2018  | 0  |
| Kurt Esau      | 2018  | 0  |
| Lee Fidow      | 2018  | 0  |
| Yonny Lene     | 2018  | 0  |
| Joshua Kalauta | 2018  | 0  |
| Gus Mulipola   | 2018  | 0  |